# Pericle il nero
Pericle il nero es una película policíaca italiana de 2016 dirigida por Stefano Mordini. Fue presentada en la sección Un Certain Regard del Festival Internacional de Cine de Cannes de 2016.

## Argumento
Pericle es el secuaz de Don Pietro, el jefe de una poderosa banda de la Camorra con base en Bélgica. Su especialidad es sodomizar a las víctimas, obligándolas a someterse a la voluntad de la organización. Después de cometer un error fatal durante una misión punitiva, se ve condenado a muerte y se ve obligado a escapar a Francia, donde un encuentro inesperado le hace reflexionar sobre su vida.
- Riccardo Scamarcio como Pericle
- Marina Foïs como Anastasia
- Gigio Morra como Don Luigi
- Nissim Renard como Vincent
- Valentina Acca como Anna
- Lou Lambrecht como Stella
- Maria Luisa Santella como Signorinella
- Lucia Ragni como Tía Nenè